# Градополов, Константин Васильевич
Константин Васильевич Градополов (23 декабря 1903 (5 января 1904) — 25 ноября 1983) — советский спортсмен и киноактёр. Заслуженный мастер спорта СССР (1940). Заслуженный тренер СССР. Заслуженный работник культуры РСФСР. Выдающийся боксёр СССР (1948). Судья всесоюзной категории (1937). Отличник физической культуры (1948).

## Биография
Родился 5 января 1904 года в Москве.
В возрасте 16 лет начал заниматься боксом у тренера Вячеслава Самойлова. В 1922 году окончил Главную военную школу физвоспитания. С 1923 года выступал за спортивное общество «Динамо». Из 58 боёв, проведённых в соревнованиях 1921—1928 годов, вышел победителем в 48, в том числе 24 поединка закончил нокаутом. Одержал 15 побед в 17 международных встречах. Победитель первого Чемпионата СССР по боксу (1926 год) в среднем весе.
В 1920-х вместе с занятием спортом учился в киномастерской известных режиссёров Льва Кулешова (1925—1926) и Сергея Юткевича (1927—1928).
С 1943 года — преподаватель, в 1936—1966 — заведующий кафедрой бокса, с 1972 — профессор Государственного Центрального ордена Ленина института физической культуры в Москве. Доктор педагогических наук (1962). Среди воспитанников — Борис Галушкин.
В 1954—1960 годах — тренер сборной команды СССР по боксу, член судейской коллегии Международной ассоциации бокса. Тренировал чемпионов СССР по боксу Владимира Езерова, Якова Брауна, Александра Павлова, Фёдора Бреста, Николая Королёва.
Автор учебника по боксу (1936), более 70 опубликованных трудов по теории и методике бокса, в том числе книг «Тренировка боксёра» (1960), «Бокс» (1967) и других, автобиографической повести «Воспоминания боксёра» (1972).
Умер в Москве 25 ноября 1983 года, похоронен на 8 участке Введенского кладбища.

### Семья
- Сын — актёр Константин Константинович Градополов (1927—2012), народный артист России.
- Дочь — Градополова Татьяна Константиновна, род. 1938.

## Награды и звания
- 2 ордена Трудового Красного Знамени (27.04.1957 — «за успехи, достигнутые в деле развития массового физкультурного движения в стране, повышения мастерства советских спортсменов, и успешное выступление на международных соревнованиях»; 08.05.1974)
- орден «Знак Почёта» (17.11.1949)
- медали
- Заслуженный мастер спорта СССР (1940)
- Заслуженный тренер СССР (1956)
- Заслуженный работник культуры РСФСР

## Фильмография

### Актёрские работы
- 1927 — Земля в плену
- 1928 — Кружева — Петька Веснухин
- 1929 — Мари Кужер
- 1929 — Посторонняя женщина — Павел Кудряшов
- 1930 — Завтра ночью
- 1930 — Крупная неприятность — Ванечка
- 1930 — По ту сторону
- 1932 — Изящная жизнь — Андрей
- 1932 — Крылья
- 1933 — Гарри занимается политикой
- 1934 — Частная жизнь Петра Виноградова — Котя Охотников
- 1936 — Заключённые (фильм) — заключённый Пыжов
- 1937 — Граница на замке — боец Краев
- 1938 — Борьба продолжается
- 1941 — Боксёры — Анри Ланс, чемпион Европы по боксу
- 1954 — Запасной игрок — судья

### Работа консультанта
- 1946 — Первая перчатка